# Neptuni telér
A neptuni teléreknek nevezzük a tektonikai vagy más hatásra kialakult különféle méretű kőzetrepedések tengeri környezetben keletkezett üledékkitöltődéseit. Nevének telér része a képződmény alakjára/geometriájára utal, míg a neptuni jelző a fogalom angol nyelvű elnevezéséből (Neptunian dyke) származik, és a tenger alatti környezetre utal. Az alaki hasonlóságon kívül nem hasonlít sem az érc-, sem a kőzettelérekhez.

## Képződése
A neptuni telérek gyakran extenziós tektonikával jellemezhető tengeri, illetve óceáni medencékben keletkeznek. A képződéshez szükséges kőzetrepedések általában ilyen tektonikai helyzetben jönnek létre, de maga a még kitöltetlen repedés keletkezhet elvileg akár szárazföldi körülmények között is. Az így keletkezett, cm-es mérettől akár méteresig terjedő szélességű, és méteres vagy akár jóval hosszabb repedés tenger alatti környezetbe kerülve az aktuálisan képződő üledékekkel kitöltődik, majd az így létrejött képződmény diagenezisen megy át. A leggyakoribb a szinszediment képződés, vagyis amikor a repedéseket létrehozó tektonikai hatás a kitöltő üledék képződésével egyidejű.

## Észlelése
A forma bizonyos esetekben feltárásban jól észlelhető, mert a kitöltő anyag néha eltérő színű vagy szemcseméretű. Vannak esetek, amikor csak részletes, őslénytani vagy vékonycsiszolatot felhasználó mikroszkópos vizsgálattal deríthető fel a neptuni telér-jelleg, mivel a kitöltő anyag külsőre hasonló a repedést alkotó környezetével. A részletes vizsgálat azonban gyakran rámutat a kitöltőanyag eltérő korára, szemcseméretére vagy más eltérő tulajdonságára, ami bizonyítja a képződés mikéntjét.

## Magyarországi előfordulása
Magyarországon elsősorban a mezozoós karbonátos kőzetekben képződtek, és a kitöltés is lehet karbonátos. Ilyen – eltérő színük miatt egyúttal látványos - neptuni telérek figyelhetőek meg triász mészkőben jura kitöltéssel a Gerecsében. A Litér környékén megfigyelhető neptuni telér bizonyítottan szinszediment tágulásos tektonikához kapcsolódik.